# AMG (canción)
«AMG» es una canción de música regional mexicana de los cantantes mexicanos Natanael Cano, Peso Pluma y Gabito Ballesteros. La canción fue escrita por Jesús Roberto Laija García y Cano, mientras que fue producida por Laija García. Fue publicada y lanzada como sencillo el 24 de noviembre de 2022 a través de Rancho Humilde, Warner Music Latina y Los CT, y forma parte del álbum Nata Montana.
Musicalmente la canción es un corrido tumbado con arreglos de música sierreña, su lírica hace apología del delito y del crimen organizado, destacando los lujos en especial los autos y medios de transporte que deja dedicarse al crimen, haciendo énfasis en la compañía Mercedes-Benz con la mención de la camioneta G63 de la división Mercedes-AMG, así como del auto GT-R de la compañía Nissan. Otros lujos que menciona es el uso de jet privados, viajes a playas como Mazatlán y compras caras de calzado como la marca Nike.
A inicios de 2023, la canción fue viral en la plataforma de videos cortos TikTok y en Facebook, así como también en plataformas de música como Spotify y YouTube. El sencillo alzanzó la posición número 40 en la lista Billboard Hot 100 y el puesto 6 en Hot Latin Songs, ambas de Estados Unidos. En México se posicionó por dos semanas consecutivas en el número 1, mientras que en Colombia y Ecuador fue top 25.

## Video musical
Un video musical se publicó al mismo tiempo del lanzamiento de la canción como sencillo, se estrenó en el canal oficial de YouTube de Cano, fue dirigido por Jhonesanz y grabado en un centro nocturno de la ciudad de Hermosillo. En los primeros días de publicación el video se colocó en el #1 en tendencias de México en YouTube, y permaneció entre los diez primeros hasta el mes de mayo de 2023.

## Posiciones en listas
| Lista (2023)                       | Mejor posición |
| ---------------------------------- | -------------- |
| Colombia (Colombia Songs)          | 18             |
| Ecuador (Ecuador Songs)            | 15             |
| Estados Unidos (Billboard Hot 100) | 40             |
| Estados Unidos (Hot Latin Songs)   | 6              |
| Global 200 (Billboard)             | 24             |
| México (Mexico Songs)              | 1              |

## Certificaciones
| País           | Organismo certificador | Certificación      | Ventas certificadas | Ref.   |
| -------------- | ---------------------- | ------------------ | ------------------- | ------ |
| Estados Unidos | RIAA                   | 7× platino (Latin) | 420 000             | [ 12 ] |